# Socorro Pimentel
Maria do Socorro Holanda Muniz Falcão do Espirito Santo (Araripina, 25 de dezembro de 1965), é uma médica e política brasileira. É deputado estadual de Pernambuco pelo UNIÃO.

## Biografia
Socorro Pimentel foi eleita em 2022, com 35.515 votos.